# 357116 Attivissimo
357116 Attivissimo este o planetă minoră (asteroid) din centura de asteroizi. A fost descoperită pe 16 noiembrie 2001 la Cavezzo de osservatorio astronomico Geminiano Montanari⁠(d). 
Obiectul prezintă o orbită caracterizată de o semiaxă mare de 2,9748599878622 UAi, o excentricitate de 0,24, o înclinație de 6,8 ° în raport cu ecliptica.